# ザ・グレイトバトルIII
『ザ・グレイトバトルIII』は、バンプレストから1993年3月26日に発売されたスーパーファミコン用ベルトスクロールアクションゲームである。

## 概要
SDにディフォルメされたロボットアニメや特撮作品のキャラクターが戦うクロスオーバー作品『コンパチヒーローシリーズ』（1990年 - 2015年）の1つで、シリーズ内シリーズであるグレイトバトルシリーズの第3作目にあたる。
ストーリーは前作『ザ・グレイトバトルII ラストファイターツイン』（1992年）の後日談であり、引き続きゲームシステムはベルトスクロールアクションゲーム方式となっている。舞台はファンタジー風の異世界で、ヒーロー達も剣や鎧などの武器や防具を装備して戦う。システムは前作のものをより洗練させており、新たにお金を貯めてアイテムを購入出来るようになっている。また、プレイヤー同士が戦うことができる「対戦モード」が追加された。
一方で味方の全快体力量が減り、ステージクリア毎のライフ回復も無くなり、強すぎる敵、特殊な攻略方法が必要なボス、ステージ中に多い即死ポイントなどの存在もあって、前作よりも難易度が跳ね上がっている。

## ゲーム内容

### アイテム
薬（青・赤）
青は体力を半分程度、赤は体力を全回復する。
魔法の巻物（レベル1・2・3）
使用すると各キャラクター固有の強力な魔法攻撃が使える。
魔法の腕輪
使用するとレベルが上がり、レベル2で前後攻撃が可能になり、レベル3で二段ジャンプの攻撃が変化し、レベルMAXでタメ時間が短くなる。
魔法の本
合体魔法が使える。2Pと組合最中にのみ使用可。キャラクターの組み合わせで技が変わる。
命の玉
使用すると残り人数が1増える。
魔法の木の葉
使用すると一定時間無敵になる。
謎の壺
使用すると他のアイテムの効果がランダムで発動する。ただし、魔法の腕輪と魔法の本には変化しない。

## ストーリー
ザンエルを倒したガンダムF91、グレート、RX、ロアの4人は地球への帰路についていたが、その途中で宇宙船が隕石と激突し、異世界へ飛ばされてしまう。
4人は見知らぬ森へ落ち、近くにあった城の兵士達に連行されてしまう。事情を聴いた城の王は4人への非礼をわびると共に、天から現れたということに何かを運命を感じ、ある相談と依頼を持ちかける。この世界では、魔法使いのザンエルが魔物を使役して人々を襲い、さらに封印されている魔王ダークブレインを復活させようとしているというのだ。そして依頼とは、4人にザンエルを倒して欲しいというものであった。王は4人に、それぞれ地水火風の属性を宿した4つの装備品と魔王復活に必要な2つに割れたエルブレムの鏡の片方を渡し、もう一つが村に祀ってあることを伝える。
4人は渡された装備を身につけ、ダークブレインの復活を阻止しザンエルの野望を打ち砕く長い旅に出るのであった。

## 登場キャラクター

### プレイヤーキャラクター
プレイヤーはゲーム開始時に4人のヒーローから1人を選んでプレイする。
F91（ガンダムF91）
使用武器は剣で、属性は炎。平均的な能力で扱いやすい。変身キャラクター（カメレオンなどの魔法攻撃に当たると変身し、攻撃不可になる）はハロ。動かないでいると剣の重さで少々フラつく。
RX（仮面ライダーブラックRX）
使用武器は槍で、属性は水。攻撃動作は少々遅いがリーチがやや長く、ジャンプ力とスピードに優れる。変身キャラクターは立花藤兵衛。
グレート（ウルトラマングレート）
使用武器は鉄球で、属性は土。攻撃動作が早いが、フィニッシュ動作が遅い上に動きも重い。攻撃力は全キャラクター中最高で、鉄球は画面の外に飛ばされて倒れた敵の金を取るのにも使える。変身キャラクターはピグモン。兜のサイズが合っていないのか、暫く立ったままだと目に覆い被さってしまう。
ロア（ファイターロア）
使用武器は弓で、属性は風。攻撃動作が遅めでリーチも短いが、タメ技は全員の中で唯一の飛び道具攻撃。変身キャラクターはエミィ。

### 敵キャラクター

#### ボスキャラクター
アースゴーレム
ゲーム開始早々に登場するボス。4種類のゴーレムの一体で土のゴーレム。岩石を落として攻撃して来る。4種類のゴーレムの中で最も弱い。
GP-02A
城下町のボス。アトミックバズーカを刀身が囲む剣を持つ。発射される弾は受け止めてもキノコ雲が立つ。コロシアムでも登場。
マグマ星人
洞窟のボス。バンパイアの格好をしてコウモリを操る。素早い動きでナイフ攻撃も仕掛けて来る。コロシアムでも登場。
ファイヤーゴーレム
トロッコのボス。4種類のゴーレムの一体で火のゴーレム。様々の炎の技を使い、火竜に変化して襲い掛かって来る。当たり判定が難しく、アースゴーレムとは比較にならない程強い。
ウインドゴーレム
夜の村のボス。4種類のゴーレムの一体で風のゴーレム。竜巻攻撃が得意。
クリスタルドラグーン
川下りのボス。クリスタル弾を発射して来る。
スカルナイト
コロシアムのボス。非常にスピードが速く、素早い動きで攻撃を仕掛けて来る。
デブデダビデ
飛行船のボス。魔法使いの姿で登場し、様々な魔法を使ってくる。一度倒しても分裂して襲い掛かって来る。
ウォーターゴーレム
城のボス。4種類のゴーレムの一体で水のゴーレム。体を飛ばしてヒーローの分身を作り、自分が分かれて分身を作ることもある。
キングダーク
城の奥で待ち構えており、ザンエルが乗り込んでいる。
ダークブレイン
本作の最終ボス。バリアを使って攻撃を防ぐ。戦いの前にザンエルから命令されるが、命令を聞かずにザンエルを倒してしまう。

#### 雑魚キャラクター
仮面ライダー系
戦闘員
武器は棍棒。その他にダッシュしてキック攻撃をして来る。
トカゲロン
リザードマンの出で立ち。尻尾で攻撃して来る。
カメレオン
魔術師姿。変身魔法の他、波状光線を放つ。また、瞬間移動することもある。
イカデビル
カメレオン同様、変身魔法を使い攻撃では手の鞭を振るう（向きにより左右が逆になる）。
ガンダム系
ザク
斧を振るう戦士の姿。ダッシュして突進攻撃をして来ることもある。
ビグロ
サソリのモンスターと化している。尻尾を使って投げ技を仕掛けて来る。
キュベレイ
両手にはめた爪で攻撃する他、組み合うと投げ技も仕掛けて来る。
サイコガンダムMk-II
名前表記は「サイコガンダム」。ビットを操り、モビルフォートレス形態で突進して来る。バリアーも張る強敵。
ウルトラマン系
バルタン星人
魔術師の格好をしており、火球と固定光線を撃つ。
デガンジャ
大柄な敵。ハンマー攻撃をして来る他、突如体当たりを仕掛けて来る。
ジャミラ
ゴーストタウンにのみ登場する敵。地面から這い出て来て棍棒で攻撃して来る他、小岩を投げて来る。大柄で耐久力が高い。
ボーグ星人
頭頂部に房飾りを付けたナイトの様な敵。サーベルと盾を構える他、たまにキック攻撃を仕掛けて来る。城のステージでは像に擬態することもある。

## スタッフ
- プロデューサー：ひろむ
- ディレクター：山田俊彦
- 開発ディレクター：奈良直志
- ゲームデザイン：竹矢吉孝、桑村英樹
- プログラマー：小林俊一、小林秀樹、佐々木勇二郎、白井一之、岩崎哲史
- グラフィックデザイナー：納谷江司、山根一記、折笠圭介、高杉よしみ
- 音楽：富樫則彦
- サウンド・プログラマー：諸久十芸
- スペシャル・サンクス：郡司麻人、笹岡健吾、宮沢まり

## 評価
ゲーム誌『ファミコン通信』の「クロスレビュー」では、6・5・6・3の合計20点（満40点）、『ファミリーコンピュータMagazine』の読者投票による「ゲーム通信簿」での評価は以下の通りとなっており、21.60点（満30点）となっている。この得点はスーパーファミコン全ソフトの中で97位（323本中、1993年時点）となっている。
| 項目 | キャラクタ | 音楽 | 操作性 | 熱中度 | お買得度 | オリジナリティ | 総合  |
| 得点 | 4.13       | 3.55 | 3.57   | 3.58   | 3.35     | 3.42           | 21.60 |

## 関連作品
攻略本
- スーパーファミコン必勝法スペシャル ザ・グレイトバトルIII